# Zanzibar by
Zanzibar by er hovedstaden og den største by på øen Unguja, der er hovedøen for øgruppen Zanzibar i Tanzania. Den er også hovedstad for Zanzibars urban/vest-region, Unguja Mjini Magharibi. I 2002 var befolkningen på 205.870 indbyggere. Byen betjenes af Zanzibar internationale lufthavn.
Byen ligger på vestkysten af Zanzibar. Hovedattraktionen er Stone Town, som er det historiske centrum. Stenbyen har siden 2000 været med på UNESCOs liste over verdensarv. Mange huse er bygget af koral eller kalksten og er blevet renoveret i de senere år.

## Eksterne kilder og henvisninger
1. ↑  Folketælling 1. august 2002 (via Citypopulation.de)
2. ↑  "The "Stone Town" of Zanzibar". Arkiveret fra originalen 7. august 2011. Hentet 27. november 2011.

- Wikimedia Commons har flere filer relateret til Zanzibar by